# شریدهار راماچاندرا گادره
شریدهار راماچاندرا گادره (انگلیسی: Shridhar Ramachandra Gadre؛ زاده ۲۰ مهٔ ۱۹۵۰) یک شیمیدان، شیمی محاسباتی، شیمی نظری، و شیمی کوانتومی اهل هند است.